# Szigeti gerle
A szigeti gerle (Streptopelia bitorquata) a madarak osztályának galambalakúak (Columbiformes) rendjéhez és a galambfélék (Columbidae) családjához tartozó faj.

## Előfordulása
Indonézia, Malajzia, a Fülöp-szigetek, Kelet-Timor, Guam és az Északi-Mariana-szigetek területén honos.
Trópusi vagy szubtrópusi erdők lakója, de megtalálható mezőgazdasági területeken és emberlakta településeken is.

## Alfajai
- Streptopelia bitorquata bitorquata
- Streptopelia bitorquata dusumieri

## Megjelenése
Testhossza elérheti a 30 centimétert. Feje és fara szürke, háta, farka és szárnyai barnák, nyakán egy barna csík található.

## Életmódja
Legfőképp magvakkal táplálkozik.

## Szaporodása
Fészkét alacsony helyekre, bokrokra, cserjékre készíti. Fészekalja 2 tojásból áll.

## Fordítás
- Ez a szócikk részben vagy egészben  az   Island Collared-dove című angol Wikipédia-szócikk fordításán alapul.  Az eredeti cikk szerkesztőit annak laptörténete sorolja fel. Ez a jelzés csupán a megfogalmazás eredetét és a szerzői jogokat jelzi, nem szolgál a cikkben szereplő információk forrásmegjelöléseként.
- Ez a szócikk részben vagy egészben  a   Kichertaube című német Wikipédia-szócikk fordításán alapul.  Az eredeti cikk szerkesztőit annak laptörténete sorolja fel. Ez a jelzés csupán a megfogalmazás eredetét és a szerzői jogokat jelzi, nem szolgál a cikkben szereplő információk forrásmegjelöléseként.